# Gran Premio di superbike di Donington 2009
Il Gran Premio di Superbike di Donington 2009 è stata la nona prova su quattordici del campionato mondiale Superbike 2009, è stato disputato il 28 giugno sul circuito di Donington Park e in gara 1 ha visto la vittoria di Ben Spies davanti a Max Biaggi e Noriyuki Haga, lo stesso pilota si è ripetuto anche in gara 2, davanti a Leon Haslam e Michel Fabrizio.
La vittoria nella gara valevole per il campionato mondiale Supersport 2009 è stata ottenuta da Cal Crutchlow.
Dopo che per varie edizioni la prova disputata a Donington era stata valida come GP d'Europa, in questa occasione è stata valida come GP di Gran Bretagna.

#### Arrivati al traguardo

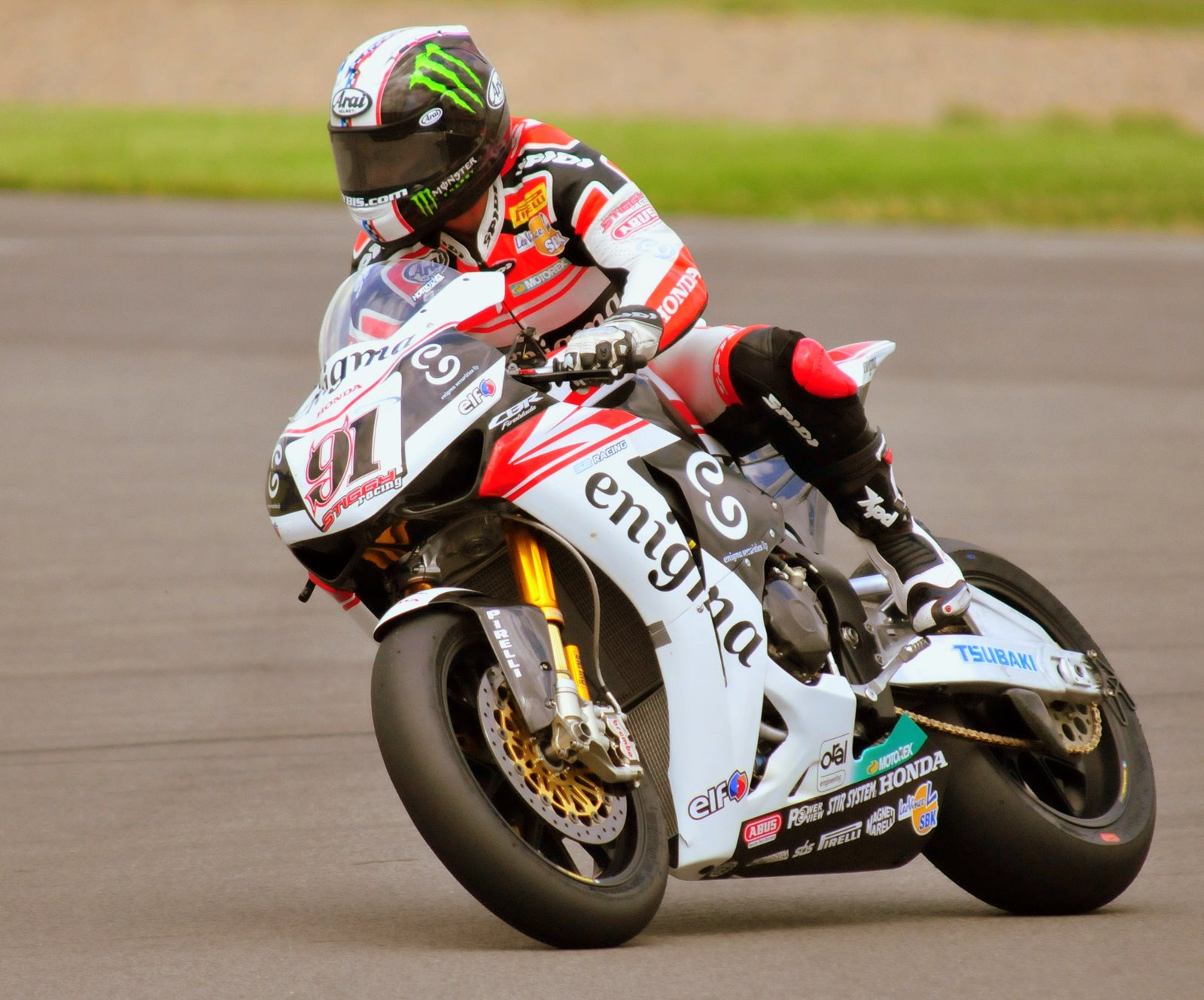
Leon Haslam, secondo in gara 2

## Risultati

### Gara 1

#### Arrivati al traguardo[4]
| Pos. | Nº  | Pilota            | Squadra                    | Motocicletta         | Giri | Tempo     | Griglia | Punti |
| ---- | --- | ----------------- | -------------------------- | -------------------- | ---- | --------- | ------- | ----- |
| 1º   | 19  | Ben Spies         | Yamaha WSB                 | Yamaha YZF R1        | 23   | 34:57.230 | 1º      | 25    |
| 2º   | 3   | Max Biaggi        | Aprilia Racing             | Aprilia RSV4 Factory | 23   | +0:07.156 | 2º      | 20    |
| 3º   | 41  | Noriyuki Haga     | Ducati Xerox               | Ducati 1098R         | 23   | +0:10.968 | 6º      | 16    |
| 4º   | 91  | Leon Haslam       | Stiggy Racing Honda        | Honda CBR1000RR      | 23   | +0:18.843 | 9º      | 13    |
| 5º   | 67  | Shane Byrne       | Sterilgarda                | Ducati 1098R         | 23   | +0:19.125 | 3º      | 11    |
| 6º   | 56  | Shin'ya Nakano    | Aprilia Racing             | Aprilia RSV4 Factory | 23   | +0:21.286 | 4º      | 10    |
| 7º   | 65  | Jonathan Rea      | HANNspree Ten Kate Honda   | Honda CBR1000RR      | 23   | +0:23.644 | 12º     | 9     |
| 8º   | 121 | John Hopkins      | Stiggy Racing Honda        | Honda CBR1000RR      | 23   | +0:32.849 | 11º     | 8     |
| 9º   | 96  | Jakub Smrž        | Guandalini Racing          | Ducati 1098R         | 23   | +0:32.904 | 8º      | 7     |
| 10º  | 9   | Ryūichi Kiyonari  | Ten Kate Honda Racing      | Honda CBR1000RR      | 23   | +0:33.192 | 20º     | 6     |
| 11º  | 7   | Carlos Checa      | HANNspree Ten Kate Honda   | Honda CBR1000RR      | 23   | +0:34.535 | 7º      | 5     |
| 12º  | 84  | Michel Fabrizio   | Ducati Xerox               | Ducati 1098R         | 23   | +0:35.093 | 5º      | 4     |
| 13º  | 22  | Leon Camier       | Airwaves Yamaha            | Yamaha YZF R1        | 23   | +0:35.441 | 17º     | 3     |
| 14º  | 57  | Lorenzo Lanzi     | DFX Corse                  | Ducati 1098R         | 23   | +0:39.034 | 19º     | 2     |
| 15º  | 111 | Rubén Xaus        | BMW Motorrad Motorsport    | BMW S1000 RR         | 23   | +0:41.067 | 16º     | 1     |
| 16º  | 14  | Matthieu Lagrive  | Honda Althea Racing        | Honda CBR1000RR      | 23   | +0:46.452 | 24º     |       |
| 17º  | 71  | Yukio Kagayama    | Suzuki Alstare BRUX        | Suzuki GSX-R 1000 K9 | 23   | +0:47.924 | 18º     |       |
| 18º  | 23  | Broc Parkes       | Kawasaki World Superbike   | Kawasaki ZX 10R      | 23   | +0:48.246 | 22º     |       |
| 19º  | 99  | Luca Scassa       | Team Pedercini             | Kawasaki ZX 10R      | 23   | +0:50.932 | 21º     |       |
| 20º  | 117 | Simon Andrews     | MSS Colchester Kawasaki    | Kawasaki ZX 10R      | 23   | +0:55.032 | 26º     |       |
| 21º  | 2   | Jamie Hacking     | Kawasaki World Superbike   | Kawasaki ZX 10R      | 23   | +0:55.216 | 25º     |       |
| 22º  | 53  | Alessandro Polita | Celani Race                | Suzuki GSX-R 1000 K9 | 23   | +1:02.758 | 27º     |       |
| 23º  | 25  | David Salom       | Team Pedercini             | Kawasaki ZX 10R      | 23   | +1:02.977 | 23º     |       |
| 24º  | 94  | David Checa       | Yamaha France GMT 94 Ipone | Yamaha YZF R1        | 23   | +1:12.255 | 29º     |       |
| 25º  | 79  | Blake Young       | Suzuki Alstare BRUX        | Suzuki GSX-R 1000 K9 | 23   | +1:12.531 | 28º     |       |

#### Ritirati
| Nº | Pilota            | Squadra                 | Motocicletta         | Giri | Griglia |
| -- | ----------------- | ----------------------- | -------------------- | ---- | ------- |
| 11 | Troy Corser       | BMW Motorrad Motorsport | BMW S1000 RR         | 21   | 15º     |
| 27 | James Ellison     | Airwaves Yamaha         | Yamaha YZF R1        | 13   | 14º     |
| 88 | Roland Resch      | TKR Suzuki Switzerland  | Suzuki GSX-R 1000 K9 | 13   | 30º     |
| 66 | Tom Sykes         | Yamaha WSB              | Yamaha YZF R1        | 13   | 10º     |
| 36 | Gregorio Lavilla  | Guandalini Racing       | Ducati 1098R         | 7    | 13º     |
| 77 | Vittorio Iannuzzo | Squadra Corse Italia    | Honda CBR1000RR      | 0    | 31º     |

### Gara 2

#### Arrivati al traguardo[5]
| Pos. | Nº  | Pilota           | Squadra                  | Motocicletta         | Giri | Tempo     | Griglia | Punti |
| ---- | --- | ---------------- | ------------------------ | -------------------- | ---- | --------- | ------- | ----- |
| 1º   | 19  | Ben Spies        | Yamaha WSB               | Yamaha YZF R1        | 23   | 35:14.788 | 1º      | 25    |
| 2º   | 91  | Leon Haslam      | Stiggy Racing Honda      | Honda CBR1000RR      | 23   | +0:06.622 | 9º      | 20    |
| 3º   | 84  | Michel Fabrizio  | Ducati Xerox             | Ducati 1098R         | 23   | +0:06.816 | 5º      | 16    |
| 4º   | 67  | Shane Byrne      | Sterilgarda              | Ducati 1098R         | 23   | +0:07.349 | 3º      | 13    |
| 5º   | 66  | Tom Sykes        | Yamaha WSB               | Yamaha YZF R1        | 23   | +0:08.145 | 10º     | 11    |
| 6º   | 22  | Leon Camier      | Airwaves Yamaha          | Yamaha YZF R1        | 23   | +0:13.463 | 17º     | 10    |
| 7º   | 9   | Ryūichi Kiyonari | Ten Kate Honda Racing    | Honda CBR1000RR      | 23   | +0:15.751 | 20º     | 9     |
| 8º   | 27  | James Ellison    | Airwaves Yamaha          | Yamaha YZF R1        | 23   | +0:16.837 | 14º     | 8     |
| 9º   | 111 | Rubén Xaus       | BMW Motorrad Motorsport  | BMW S1000 RR         | 23   | +0:22.891 | 16º     | 7     |
| 10º  | 117 | Simon Andrews    | MSS Colchester Kawasaki  | Kawasaki ZX 10R      | 23   | +0:30.347 | 26º     | 6     |
| 11º  | 57  | Lorenzo Lanzi    | DFX Corse                | Ducati 1098R         | 23   | +0:30.622 | 19º     | 5     |
| 12º  | 14  | Matthieu Lagrive | Honda Althea Racing      | Honda CBR1000RR      | 23   | +0:31.562 | 24º     | 4     |
| 13º  | 71  | Yukio Kagayama   | Suzuki Alstare BRUX      | Suzuki GSX-R 1000 K9 | 23   | +0:32.148 | 18º     | 3     |
| 14º  | 23  | Broc Parkes      | Kawasaki World Superbike | Kawasaki ZX 10R      | 23   | +0:32.607 | 22º     | 2     |
| 15º  | 65  | Jonathan Rea     | HANNspree Ten Kate Honda | Honda CBR1000RR      | 23   | +0:32.806 | 12º     | 1     |
| 16º  | 99  | Luca Scassa      | Team Pedercini           | Kawasaki ZX 10R      | 23   | +0:34.269 | 21º     |       |
| 17º  | 79  | Blake Young      | Suzuki Alstare BRUX      | Suzuki GSX-R 1000 K9 | 23   | +0:40.644 | 28º     |       |
| 18º  | 36  | Gregorio Lavilla | Guandalini Racing        | Ducati 1098R         | 23   | +0:40.956 | 13º     |       |
| 19º  | 25  | David Salom      | Team Pedercini           | Kawasaki ZX 10R      | 23   | +0:41.302 | 23º     |       |
| 20º  | 11  | Troy Corser      | BMW Motorrad Motorsport  | BMW S1000 RR         | 23   | +0:42.856 | 15º     |       |
| 21º  | 3   | Max Biaggi       | Aprilia Racing           | Aprilia RSV4 Factory | 23   | +0:47.769 | 2º      |       |

#### Ritirati
| Nº | Pilota            | Squadra                    | Motocicletta         | Giri | Griglia |
| -- | ----------------- | -------------------------- | -------------------- | ---- | ------- |
| 77 | Vittorio Iannuzzo | Squadra Corse Italia       | Honda CBR1000RR      | 15   | 31º     |
| 88 | Roland Resch      | TKR Suzuki Switzerland     | Suzuki GSX-R 1000 K9 | 15   | 30º     |
| 53 | Alessandro Polita | Celani Race                | Suzuki GSX-R 1000 K9 | 6    | 27º     |
| 7  | Carlos Checa      | HANNspree Ten Kate Honda   | Honda CBR1000RR      | 5    | 7º      |
| 94 | David Checa       | Yamaha France GMT 94 Ipone | Yamaha YZF R1        | 5    | 29º     |
| 41 | Noriyuki Haga     | Ducati Xerox               | Ducati 1098R         | 4    | 6º      |
| 96 | Jakub Smrž        | Guandalini Racing          | Ducati 1098R         | 2    | 8º      |
| 56 | Shin'ya Nakano    | Aprilia Racing             | Aprilia RSV4 Factory | 1    | 4º      |
| 2  | Jamie Hacking     | Kawasaki World Superbike   | Kawasaki ZX 10R      | 1    | 25º     |

### Supersport

#### Arrivati al traguardo[3]
| Pos. | Nº  | Pilota             | Squadra                    | Motocicletta        | Giri | Tempo     | Griglia | Punti |
| ---- | --- | ------------------ | -------------------------- | ------------------- | ---- | --------- | ------- | ----- |
| 1º   | 35  | Cal Crutchlow      | Yamaha World Supersport    | Yamaha YZF R6       | 22   | 34:15.876 | 1º      | 25    |
| 2º   | 26  | Joan Lascorz       | Kawasaki Motocard.com      | Kawasaki ZX-6R      | 22   | + 5.391   | 3º      | 20    |
| 3º   | 24  | Garry McCoy        | ParkinGO Triumph BE1       | Triumph Daytona 675 | 22   | + 14.918  | 6º      | 16    |
| 4º   | 54  | Kenan Sofuoğlu     | HANNspree Ten Kate Honda   | Honda CBR600RR      | 22   | + 22.248  | 4º      | 13    |
| 5º   | 50  | Eugene Laverty     | Parkalgar Honda            | Honda CBR600RR      | 22   | + 37.054  | 2º      | 11    |
| 6º   | 77  | Barry Veneman      | George White Ten Kate      | Honda CBR600RR      | 22   | + 39.079  | 17º     | 10    |
| 7º   | 105 | Gianluca Vizziello | Stiggy Racing Honda        | Honda CBR600RR      | 22   | + 39.978  | 22º     | 9     |
| 8º   | 69  | Gianluca Nannelli  | ParkinGO Triumph BE1       | Triumph Daytona 675 | 22   | + 42.733  | 12º     | 8     |
| 9º   | 9   | Danilo Dell'Omo    | Kuja Racing                | Honda CBR600RR      | 22   | + 43.030  | 14º     | 7     |
| 10º  | 1   | Andrew Pitt        | HANNspree Ten Kate Honda   | Honda CBR600RR      | 22   | + 47.422  | 15º     | 6     |
| 11º  | 4   | James Westmoreland | JW Racing                  | Triumph Daytona 675 | 22   | + 50.207  | 20º     | 5     |
| 12º  | 7   | Patrik Vostárek    | Intermoto Czech            | Honda CBR600RR      | 22   | + 50.474  | 27º     | 4     |
| 13º  | 101 | Kevin Coghlan      | Holiday Gym Racing         | Yamaha YZF R6       | 22   | + 50.763  | 23º     | 3     |
| 14º  | 6   | Hudson Kennaugh    | Linxcel-Seton Tuning       | Yamaha YZF R6       | 22   | + 58.147  | 16º     | 2     |
| 15º  | 51  | Michele Pirro      | Yamaha Lorenzini by Leoni  | Yamaha YZF R6       | 22   | + 59.756  | 11º     | 1     |
| 16º  | 28  | Arie Vos           | Veidec Racing RES Software | Honda CBR600RR      | 22   | +1:16.315 | 19º     |       |
| 17º  | 40  | Flavio Gentile     | Honda Althea Racing        | Honda CBR600RR      | 22   | +1:26.650 | 28º     |       |
| 18º  | 96  | Matěj Smrž         | MS Racing                  | Triumph Daytona 675 | 22   | +1:27.976 | 24º     |       |
| 19º  | 88  | Yannick Guerra     | Holiday Gym Racing         | Yamaha YZF R6       | 21   | +1 giro   | 29º     |       |
| 20º  | 25  | Michael Laverty    | Echo CRS Grand Prix        | Honda CBR600RR      | 20   | +2 giri   | 18º     |       |

#### Ritirati
| Nº  | Pilota            | Squadra                    | Motocicletta        | Giri | Griglia |
| --- | ----------------- | -------------------------- | ------------------- | ---- | ------- |
| 99  | Fabien Foret      | Yamaha World Supersport    | Yamaha YZF R6       | 18   | 10º     |
| 117 | Miguel Praia      | Parkalgar Honda            | Honda CBR600RR      | 9    | 13º     |
| 127 | Robbin Harms      | Veidec Racing RES Software | Honda CBR600RR      | 6    | 21º     |
| 22  | Robert Mureșan    | MS Romania Racing          | Triumph Daytona 675 | 6    | 26º     |
| 13  | Anthony West      | Stiggy Racing Honda        | Honda CBR600RR      | 5    | 9º      |
| 30  | Jesco Günther     | RES Software Veidec Racing | Honda CBR600RR      | 5    | 25º     |
| 8   | Mark Aitchison    | Honda Althea Racing        | Honda CBR600RR      | 3    | 5º      |
| 21  | Katsuaki Fujiwara | Kawasaki Motocard.com      | Kawasaki ZX-6R      | 3    | 8º      |
| 55  | Massimo Roccoli   | Intermoto Czech            | Honda CBR600RR      | 2    | 7º      |